# لويد غرو
لويد غرو (بالإنجليزية: Lloyd Grow)‏ هو مدير فني أمريكي، ولد في 23 يوليو 1903 في نبراسكا في الولايات المتحدة، وتوفي في 30 يونيو 1979 في ديكسون في الولايات المتحدة.